# Mamerto y sus conocencias
Mamerto y sus conocencias fue una tira cómica mexicana creada por el dibujante Hugo Tilghmann y el guionista Jesús Acosta. Fue publicada en el diario El Universal desde el 20 de febrero de 1927 hasta mediados de la década de 1940.

## La trama
La tira cómica ganó el concurso de El Universal para ser la historieta principal del suplemento cómico de los domingos, en el que se establecía como preferenciales las obras de carácter nacionalista.
El argumento trata de una pareja de provincianos adinerados que abandonan Chupícuaro para mudarse a la Ciudad de México. Mamerto Albondiguilla, el marido, es un hombre vestido de charro, de baja estatura, grandes bigotes, ojos saltones, barrigón y con unas pequeñas piernas curvas (que en México se conocen popularmente como patas de charro, originadas supuestamente por montar a caballo). Ninfa, la esposa, es una mujer alta, gorda y fea, con largas trenzas y vestimenta campirana, de carácter dominante sobre su marido. Para exaltar más su supuesta mexicanidad, Mamerto viste al inicio con los colores de la bandera nacional. La misoginia del protagonista es empañada por el papel matriarcal de su esposa. 
La historieta tuvo una fuerte influencia de la tira cómica Bringing Up Father (conocida en México como Educando a Papá), de George McManus, tanto en la trama como en el dibujo. Mientras que en la tira de McManus el matrimonio protagonista sufre para adaptarse a su nueva vida de millonarios, en la tira mexicana Mamerto y Ninfa no pueden adaptarse a la vida urbana y mantienen costumbres campesinas, rústicas y francamente ridículas. Su poder adquisitivo los lleva a intentar educarse, vestirse a la moda y acercarse a las actividades cultas de la época, pero todos sus esfuerzos son en vano.
En 1934, Mamerto y sus conocencias fue desplazada por Segundo I, rey de Moscabia del espacio estelar de la edición dominical de El Universal. Entonces, Mamerto ocupará sólo media plana a color, y para inicios de la década de 1940 se convirtió en una tira a blanco y negro. En sus últimos años, se había abandonado la idea original de la trama, y la tira viró hacia una temática de aventuras en lugares lejanos. A esta decadencia siguió su desaparición a mediados de esa década.